# Металопрокатний завод у Порт-Саїд
Металопрокатний завод у Порт-Саїд – підприємство чорної металургії Єгипту, майданчик якого знаходиться у індустріальній зоні на півдні Порт-Саїду.
Проект, який реалізувала компанія Egyptian Steel, став до ладу в 2011 році. Він має два прокатні стани сукупною потужністю 340 тисяч тон будівельної арматури на рік.
Можливо також відзначити, що Egyptian Steel має два електрометалургійні заводи у Бені-Суейф та Айн-Сохні, які випускають більше сортової заготовки, аніж потрібно їм самим. 